# Eurois puncticosta
Eurois puncticosta là một loài bướm đêm trong họ Noctuidae.